# Dadu (Distrikt)

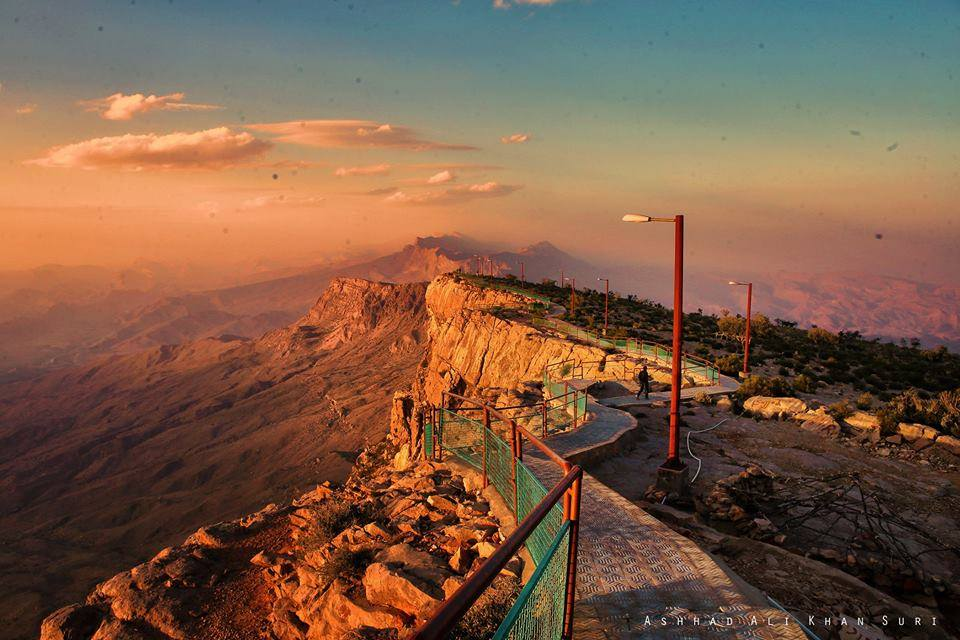
Gebirgslandschaft im Distrikt Dadu

Der Distrikt Dadu ist ein Verwaltungsdistrikt in Pakistan in der Provinz Sindh. Sitz der Distriktverwaltung ist die gleichnamige Stadt Dadu.
Der Distrikt hat eine Fläche von 7866 km² und nach der Volkszählung von 2017 1.550.266 Einwohner. Die Bevölkerungsdichte beträgt 197 Einwohner/km². Im Distrikt wird zur Mehrheit die Sprache Sindhi gesprochen.

## Lage
Der Distrikt befindet sich im Westen der Provinz Sindh, die sich im Südosten von Pakistan befindet. Dadu befindet sich nördlich der Megastadt Karatschi und grenzt an Belutschistan.

## Verwaltungsgliederung
Der Distrikt ist administrativ in vier Tehsil unterteilt:
- Dadu
- Johi
- Khairpur Nathan Shah
- Mehar

## Demografie
Zwischen 1998 und 2017 wuchs die Bevölkerung um jährlich 1,79 %. Von der Bevölkerung leben ca. 25 % in städtischen Regionen und ca. 75 % in ländlichen Regionen. In 286.810 Haushalten leben 797.857 Männer, 752.385 Frauen und 24 Transgender, woraus sich ein Geschlechterverhältnis von 106 Männer pro 100 Frauen ergibt und damit einen für Pakistan häufigen Männerüberschuss.
Die Alphabetisierungsrate in den Jahren 2014/15 bei der Bevölkerung über 10 Jahren liegt bei 66 % (Frauen: 54 %, Männer: 77 %) und damit über dem Durchschnitt der Provinz Sindh von 60 %.
| Jahr | Einwohnerzahl |
| ---- | ------------- |
| 1972 | 556.669       |
| 1981 | 705.669       |
| 1998 | 1.106.717     |
| 2017 | 1.550.266     |